# Segura de Toro
Segura de Toro és un municipi de la província de Càceres, a la comunitat autònoma d'Extremadura (Espanya).